# Szeleburdi vakáció
A Szeleburdi vakáció (angolul: A Harum-Scarum Vacation, németül: Familie Brausewind macht Urlaub) egy 1987-ben készült, majd 1988 márciusában bemutatott magyar családi vígjáték, melyet Palásthy György rendezett. Budapesten, Dunakeszin és Kisorosziban forgatták.

## Cselekménye
|  | Alább a cselekmény részletei következnek! |

A három gyermeket nevelő értelmiségi Faragó család igyekszik megoldani közös nyaralásukat, gyermekeik is munkát vállalnak. Ennek során ismeretséget kötnek Dédikével, egy hajóskapitány járásképtelen özvegye, akit – kézzel hajtható tolókocsi híján – a foteljára erősített kerekek segítségével mozgatnak. Dédike a karbantartásért cserébe felajánlja a Faragó családnak férje egykori hajóját, a Ramónát. Faragóék barátaikkal közösen a Ramóna keresésére indulnak, amit az idő múlása miatt lepusztult, roncs állapotban találnak meg.
A nyaralás során főként a hajó tatarozásával foglalkoznak, illetve a helybéli suhancokat is megleckéztetik. Végül sikerül használható állapotba hozniuk a Ramónát, ám egy, a vízre bocsájtást követően a közelben elhaladó folyami szállodahajó, az 1983-ban épített SOFIA hullámverése elsüllyeszti a hajót.
|  | Itt a vége a cselekmény részletezésének! |

## Szereplők
- Benedek Miklós (Faragó papa)
- Kiss Mari (Faragó mama)
- Turay Ida (Dédike)
- Zolnay Zsuzsa (nagymama)
- Miklósy György (nagypapa)
- Tordai Teri (Radó mama)
- Balázs Péter (Belvizi János)
- Borbás Gabi (Belviziné)
- Lőte Attila (Radó Géza, Radó Jenő édesapja)
- Simonkovits Ákos (Faragó Laci)
- Puhr Ádám (Faragó Feri)
- Darnyik Adrienn (Faragó Picur)
- Tunkli Ádám (Radó Jenő)
- Horváth Anita (Belvizi Andrea)
- Szokolay Viktor (Bauer Viktor)
- Szilágyi István (Balogh)
- Dénes Attila (Novák Attila)
- Szerencsi Hugó (Novák bácsi)
- Fonyó József (Dávid bácsi)
- Pásztor Erzsi (Dávidné)
- Velenczey István (bolti eladó)
- O. Szabó István
- Rátóti Zoltán
- Simon Mari
- Horváth László
- Herczegh Dóra (iker)
- Herczegh Anita (iker)

További szereplőkAlberti Zsolt, Csarnóy Zsuzsanna, Csonka Endre, Kádár Flóra, Nagy Attila, Schönek Zoltán, Szokol Péter

## Forgatási helyszínek
Dédikét a Henszlmann Imre utca 5. szám alól viszik a gyerekek városnéző útra, a Károlyi-kerten át, majd lemennek a Nyugati téri aluljáróba és átkelnek a Ferdinánd hídon. A család az Erzsébet téri buszpályaudvaron száll fel a távolsági autóbuszra, a nagyszülők a Henszlmann Imre utca 9. szám elé érkeznek meg teherautóval. A hajót Kisoroszinál találják meg a Duna partján. A városi tanács épülete előtti jelenetet a Dunakeszin fekvő IV. Béla téren (akkoriban: Dózsa György tér), az azóta felszámolt piacon vették fel.